# Кинкажу
Кинкажу́, или пото (лат. Potos flavus) — всеядное млекопитающее из семейства енотовых, обитающее в Центральной и Южной Америке. Вид выделяется в монотипный род Potos.

## Название
Распространённое название «кинкажу» происходит от фр. Kinkajou, основанного на названии росомахи на аголкинских языках (оджибве kwi·nkwaʔa·ke), присвоенного французскими переселенцами из Французской Луизианы в Гвиане, ошибочно принявшими кинкажу за росомаху.
В ареале распространения вид имеет множество местных названий. В Бразилии в литературном бразильском варианте португальского языка он известен как порт. jupará от гуар. iupará, в ряде штатов известный также как порт. japurá, jurupará; macaco-da-meia-noite, gogó-de-sola, gatiara, macaco-janauí, macaco-janauaí, macaco-januí, janaú, mirumiru, macaco plantador, quincaju. В Гайане и Белизе его называют англ. honey bear, night ape, honey ape, night walker, night monkey. B Суринаме он известен как нидерл. nachtaap, rolbeer, rolstaartbeer. Bo Французской Гвиане его называют фр. poto, potos, singe de nuit.
В испаноязычных странах кинкажу имеет множество диалектных названий. В Испании и Экваториальной Гвинее он известен только по латинскому названию, на Кубе, Пуэрто-Рико и в испаноязычных штатах США как исп. quincajú. В Мексике также имеет название исп. martucha, исп. micoleón в Гватемале, Сальвадоре, Никарагуа, исп. martilla в Гондурасе, исп. chosna в Коста-Рике и Панаме; исп. mico de noche, mono de noche, marta в Колумбии, исп. perro de monte, cuchumbí, cusumbí, mico león, cuchicuchi в Венесуэле, исп. huasa, mono michi, cuyuso, cusumbo в Эквадоре, исп. lirón, chozna в Перу, исп. mono nocturno в Боливии.  

## Внешний вид
Кинкажу размером с маленькую кошку, обладает округлой головой, круглыми широко расставленными ушами, очень цепким хвостом, помогающим представителям вида «перелетать» с ветки на ветку (этим кинкажу отчасти напоминают обезьян). Короткая мордочка с большими глазами формой немного напоминает медвежью.

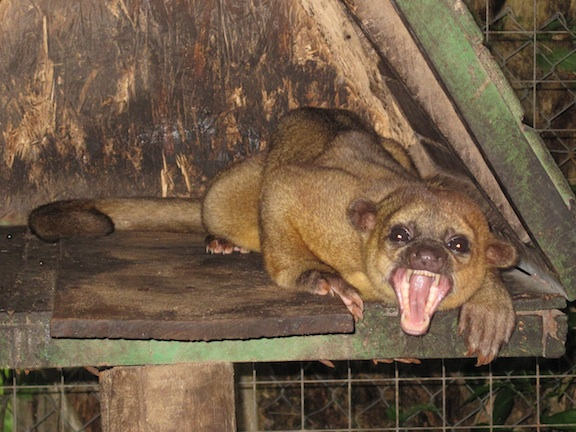

Густой бархатистый мех сверху рыжевато-бурый, снизу — рыжевато-жёлтый. Морда тёмно-бурая или черноватая. От остальных видов семейства енотовых кинкажу отличается одноцветным хвостом, чуть более тёмным, чем окраска остального меха.

## Питание и повадки
Кинкажу проводят свою жизнь на деревьях. Днём они скрываются в дуплах, а ночью поодиночке или парами направляются по ветвям деревьев на кормёжку, обнаруживая быстроту и ловкость движений.
Питается кинкажу главным образом фруктами (вред, наносимый фруктовым плантациям, незначителен), нектаром и мёдом. Кроме фруктов он ест насекомых, лягушек, ящериц, птичьи яйца и мелких животных.
Средняя продолжительность жизни кинкажу составляет порядка 23 лет в неволе и 11 лет в дикой природе.

## Статус популяции
В природе кинкажу практически не имеет врагов. Люди видят кинкажу достаточно редко.
Кинкажу хорошо приживается в неволе.

## Опасность для человека
Может служить переносчиком бактериальной инфекции Kingella potus, заражение происходит при укусе. Симптомами заболевания служат высокая температура, боль в животе, головная боль, кровь в моче.

## Фото

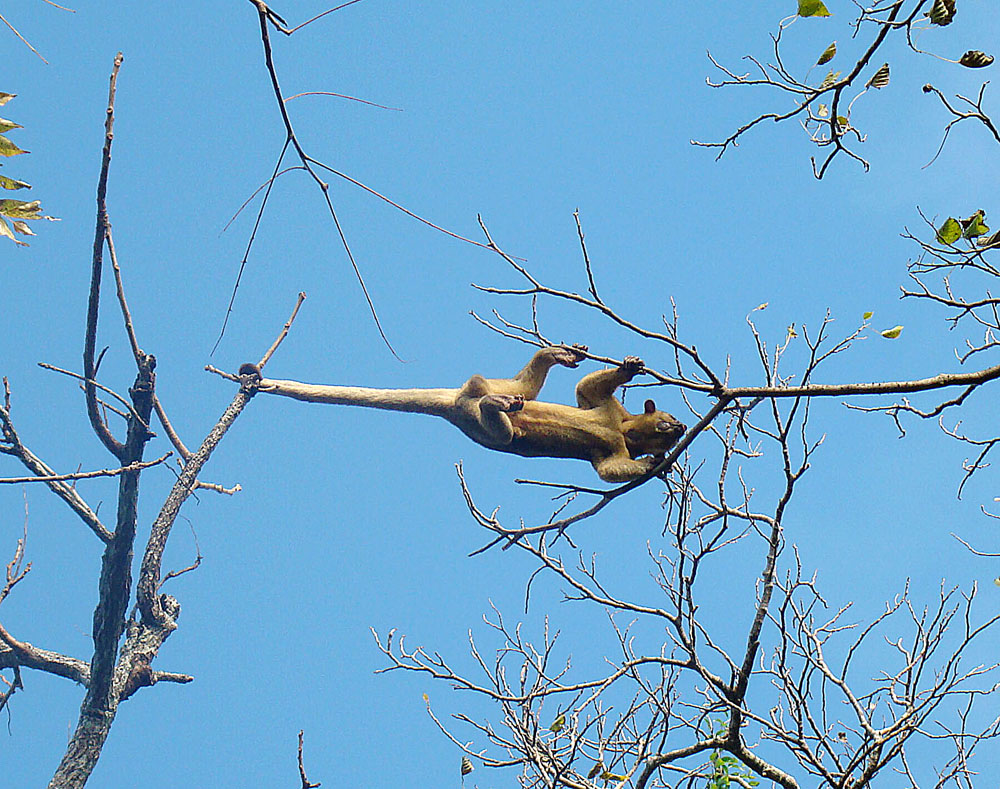